# Ханя
Ханя — річка в Білорусі, у Наровлянському районі Гомельської області. Права притока Жолоні (басейн Прип'яті).

## Опис
Довжина 22 км, похил річки 1,4 м/км, площа басейну водозбору 88,7 км². Формується багатьма безіменними струмками, загатами та частково каналізована.

## Розташування
Бере початок на північно-західній околиці села Дзятлик. Спочатку тече на північний захід через Краснівку, потім тече на північний схід через Буду Краснівську, Хоменки і на північно-східній стороні від села Лубень впадає у річку Жолонь, праву притоку Прип'яті. 
Населені пункти вздовж берегової смуги: Дзержинськ, Ничипорівка.